# لیسی اسپرینگ (آلاباما)
لیسی اسپرینگ (به انگلیسی: Lacey's Spring) یک منطقهٔ مسکونی در ایالات متحده آمریکا است که در آلاباما واقع شده‌است. لیسی اسپرینگ ۲۱۶ متر بالاتر از سطح دریا واقع شده‌است.